# Shaoguan
Shaoguan (chiń. 韶关; pinyin Sháoguān) – miasto o statusie prefektury miejskiej w południowych Chinach, w prowincji Guangdong, nad rzeką Bei Jiang, w Górach Południowochińskich. W 2010 roku liczba mieszkańców miasta wynosiła 762 371. Prefektura miejska w 1999 roku liczyła 3 051 005 mieszkańców. Ośrodek turystyki, górnictwa (węgiel kamienny), hutnictwa cynku, ołowiu i żelaza oraz przemysłu maszynowego, elektronicznego, chemicznego i włókienniczego.
Siedziba rzymskokatolickiej diecezji Shaoguan. Z miastem związany był biskup św. Alojzy Versiglia.

## Historia
Miasto zostało założone około 1300 lat temu. Z tego okresu przetrwała świątynia buddyjska Nanhua (Baolin), którą prowadził Szósty Patriarcha chan Huineng, twórca "nanzong" (szkoły północnej) chan.
Do najstarszych zabytków miasta zalicza się także zbudowaną w 660 roku wieżę Fengcai, która znajdowała się w okolicach głównej ulicy handlowej miasta oraz świątyni Dajian.
Obecnie miasto jest ważnym centrum przemysłowym w regionie. W gospodarce miasta dominuje przemysł ciężki, oparty na hutnictwie oraz produkcji żelaza.

## Geografia
Shaoguan leży około 221 kilometrów od Kantonu, na trasie linii kolejowej Pekin-Kanton a także drodze szybkiego ruchu Pekin-Zhuhai.
Przez miasto przepływa rzeka Zhen i Bei Jiang, która spływa aż w okolice Kantonu.